# En jungfru födde ett barn i dag
En jungfru födde ett barn i dag är en gammal julpsalm som återberättar julevangeliet enligt Lukas 2, och då särskilt änglasången som utgör andra hälften av både vers 2 och vers 3. Första strofen var från början en latinsk växelsång från 1300-talet, och under 1400-talet formades psalmen på tyska (av okänd författare). I 1695 års psalmbok tryckt 1767 anges upphovet vara av "Joh. Bona. Laur. Petri.", vilket borde avses vara att översättningen gjordes av Laurentius Petri. Men det är enligt 1986 års psalmbok Olaus Petri som givit psalmen dess svenska språkdräkt 1530, vilken vi än idag lätt känner igen: 
En song vnder the noter Dies est
leticie / then om iulatijd tienar
EEn iungfru födde itt barn jdagh/
thet skole wij prijsa och ära/
j thet haffuer gud itt gott begagh/
han biudher oss höra hans lära/
wore icke the barn til werlden födt/
tå skule hwar man ewinnerliga dödt/
nuu ärom wij frelste alle/
loffuarz ware tu Jesus Christ/
som oss haffuer frelst aff dieffuulsens list/
me pino och dödzens galla
Källa:Projekt Runeberg Swenske songer eller wisor nw på nytt prentade
För 1819 års psalmbok bearbetades psalmen av Johan Olof Wallin i arkaiserande stil, vilket gör att psalmen fortfarande doftar 1500-tal. Insatsen finns inte omnämnd i 1986 års psalmbok.
Melodin är från Böhmen 1410, i Sverige sjungen enligt en version av år 1533.
|  |
|  |

## Publicerad i
- Swenske Songer eller wisor 1536 med titeln Een iungfru födde itt barn j dagh under rubriken "En song under the noter Dies est leticie, then om inlatijd tienar".[1]
- 1572 års psalmbok med titeln DIes est leticiæ eller EEN jungfru födde itt barn idagh under rubriken "Någhra Hymner och andra Loffsonger om Christi födelse".[2]
- Göteborgspsalmboken under rubriken "Om Christi Födelse".[3]
- 1695 års psalmbok som nummer 127 under rubriken "Jule-högtids Psalmer".
- 1819 års psalmbok som nummer 60 under rubriken "Jesu kärleksfulla uppenbarelse i mänskligheten: Jesu födelse (julpsalmer)"
- 1937 års psalmbok som nummer 60 under rubriken "Jul".
- Den svenska psalmboken 1986, 1986 års Cecilia-psalmbok, Psalmer och Sånger 1987, Segertoner 1988 och Frälsningsarméns sångbok 1990 som nummer 124 under rubriken "Jul".
- Finlandssvenska psalmboken 1986 som nummer 20, där den är betydligt bearbetad och med titelraden "Ett barn har fötts till vår jord i dag" under rubriken "Jul"
- Lova Herren 1987 som nummer 106 under rubriken "Jul".